# Anthony Wagner
Anthony Richard Wagner (6 settembre 1908 – 5 maggio 1995) è stato un genealogista inglese.

Stemma di Anthony Wagner

Egli fu uno dei più prolifici autori su soggetti dell'araldica e della genealogia del XX secolo.

## Biografia
Lontano discendente di Melchior Wagner, che giunse in Inghilterra dalla città di Coburgo nel 1709 e divenne il cappellaio di Giorgio I di Gran Bretagna.
Il padre di Wagner era l'amministratore di una scuola a Londra. Ha frequentato l'Eton College e il Balliol College.

## Carriera
Wagner si unì al College of Arms come Portcullis Pursuivant nel 1931. È stato promosso a Richmond Herald nel 1943 e Re d'armi della Giarrettiera nel 1961. Nel 1978 si ritirò nella posizione di Re d'armi di Clarenceux.
Durante la seconda guerra mondiale ha servito nell'ufficio di guerra per quattro anni e poi venne trasferito al ministero, fino ad essere segretario privato di alcuni ministri. 
Un'idea, che ha perseguito con insistenza, era l'istituzione di un museo in cui visualizzare i tesori del Collegio d'armi stesso. Inizialmente si era sperato di erigere un edificio adiacente al collegio, e la progettazione è stato commissionato a Raymond Erith. Questo è diventato impossibile a causa della crescente domanda finanziaria delle riparazioni al collegio stesso. Ma nel 1981 il Heralds' Museum aprì in parte della torre di Londra.
Wagner aveva molti altri interessi. Egli apparteneva alla Vintners' Company, era un membro di un certo numero di club tra cui la Society of Dilettanti, il Cocked Hats e il Roxburghe Club.
La genealogia occupò il primo posto nelle affezioni di Wagner, ma le sue prime pubblicazioni resero altamente importanti contributi allo studio dell'araldica. Molti anni più tardi ha tracciato tutta la storia del college in un massiccio volume intitolato Heralds of England (1967).
La English Genealogy di Wagner (1960;) rimane un lavoro standard di riferimento. Molte delle sue conclusioni erano affiatati e rinforzati nel Pedigree and Progress (1975), dove un importante gruppo di saggi è annotato e portato fino ad oggi. Sempre ha sottolineato la mobilità della vita sociale e di classe nel corso della storia inglese, e nel mantenere questa visualizzazione corse contrariamente alle opinioni di alcuni storici inglesi.
A causa della cecità che lo colpì dettò la sua autobiografia, A Herald's World (1988).

## Morte
Nel 1953 sposò Gillian Graham, figlia di H.A.R. Graham. La coppia ebbe tre figli. 
Morì il 5 maggio 1995. La cerimonia si è tenuta presso la Chiesa di St Benet Paul's Wharf e fu sepolto a Aldeburgh.